# Cultes des Goules
Das fiktive Buch Cultes des Goules ist ein Bestandteil des von H. P. Lovecraft geschaffenen Cthulhu-Mythos und wurde von dessen Schriftstellerkollegen und Brieffreund Robert Bloch zum ersten Mal in seiner Geschichte "The Suicide in the Study" (1935) verwendet, taucht aber in vielen weiteren Geschichten anderer Autoren auf.
Den verschiedenen Autoren zufolge beschreibt das Buch im Wesentlichen einen kannibalistischen Ghul-Kult in Paris und seine Fruchtbarkeitsriten und -praktiken und wurde ursprünglich von Antoine-Marie Augustin de Montmorency-les-Roches, Comte d’Erlette, einem französischen Adeligen geschrieben, der dem Buch zufolge Mitglied dieses Kultes war, es aber nur in Manuskriptform unter Freunden und Bekannten herumreichte. Ein späterer Comte seiner Familie (Francois Honore-Balfour) fand das Manuskript, erweiterte es um eigene Anmerkungen und veröffentlichte es 1703 auf eigene Kosten. Eine zensierte Ausgabe wurde etwa 1737 in Rouen veröffentlicht. Es soll auch einige handschriftliche Übersetzungen ins Italienische und ins Spanische geben.
Der Name des Autors des Buchs, Comte d´Erlette, ist eine Hommage an Lovecrafts Freund August Derleth.
Das Cultes des Goules ist ein öfter in verschiedenen Szenen, wie zum Beispiel der Metal-Szene, aufgegriffenes Thema, obwohl der Ghul als Horrorfigur noch keine größere Verbreitung im europäischen Raum gefunden hat.
Weitere Verwendungen des fiktiven Buches von anderen Autoren: "Darkness, My Name Is", Bertin; "The Grinning Ghoul", Bloch; "Realm of Shadows", Crowe; "The Adventure of the Six Silver Spiders", August Derleth; "Keeper's Compedium", "Spawn of Azathoth", Herber; "Books of the Cthulhu Mythos", Herber und Ross; "The Haunter of the Dark", Lovecraft; "The Caller of the Black", Lumley; "They Only Come Out at Night", Medoff